# Serkan Balcı
Serkan Balcı (Aydın, 22 agosto 1983) è un ex calciatore turco, di ruolo centrocampista o difensore.

## Carriera
Ha giocato nel Gençlerbirliği e nel Fenerbahçe, prima di trasferirsi al Trabzonspor nel 2007.
Ha esordito con la Nazionale turca nel 2003 ed ha partecipato alla Confederations Cup 2003, arrivando terzo.

## Palmarès

### Club

#### Competizioni Nazionali
- Campionato turco: 2

Fenerbahçe: 2003-2004, 2006-2007
- Coppa di Turchia: 2

Trabzonspor: 2009-2010
Gençlerbirliği: 2000-2001
- Supercoppa di Turchia: 1

Trabzonspor: 2010